# زيارود (بالا خيابان ليتكوة)
زیارود (بالفارسية: زیارود) هي قرية تقع في إيران في قسم بالا خیابان لیتکوة الريفي. يقدر عدد سكانها بـ 150 نسمة بحسب إحصاء 2016.